# Bosch (пивзавод)
Пивоваренное предприятие Бош (нем. Brauerei Bosch GmbH & Co. KG) — крафтовая пивоварня в Бад-Ласфе. Это третья старейшая пивоварня в Северном Рейне-Вестфалии и старейшая компания в регионе Виттгенштайн. Компания Бош продаёт своё пиво в основном в районах Зиген-Виттгенштайн, Марбург-Биденкопф, Гисен, Хохзауэрланд и Лан-Дилль, а также в регионе Майнц-Висбаден.

## История
Компания была основана в 1705 году пекарем и трактирщиком Иоганном Фридрихом Шуппертом (1661–1730) из Моравии. Дело продолжили его сын Иоганн Фридрих Шупперт (1697–1762 гг.) и внук Христиан Фридрих Шупперт (1741–1808 гг.). Из-за неплодородной почвы в то время одного профиля работ было недостаточно, чтобы выжить. Таким образом, Шупперты были фермерами, пекарями, трактирщиками и пивоварами. 
В 1825 году Георг Эберхард Бош приехал из Зигерланда в Ласфе, чтобы поступить учеником к внуку основателя Кристиану Фридриху Шупперту и освоить пивоваренное дело. После смерти Фридриха Кристиана Шупперта, благодаря его женитьбе с дочерью, пивоварня получила название Бош (Bosch). Георг Эберхард Бош, по-видимому, арендовал пивоварню. Немного позже он уже доставлял грузы на упряжке быков в Винтерберг и соседние земли Гессен.
Пивоварня росла, и Фридрих («Фриц») Бош построил более крупный варочный цех, рассчитанный на 3700 литров пива за одну варку. Последовало устойчивое расширение мощностей.
15 сентября 2007 года Ганс-Кристиан Бош взял на себя управление традиционной пивоварней (скончался 29 декабря 2024 года). В настоящее время семейным бизнесом управляет уже одиннадцатое поколение.

## Стратегия развития

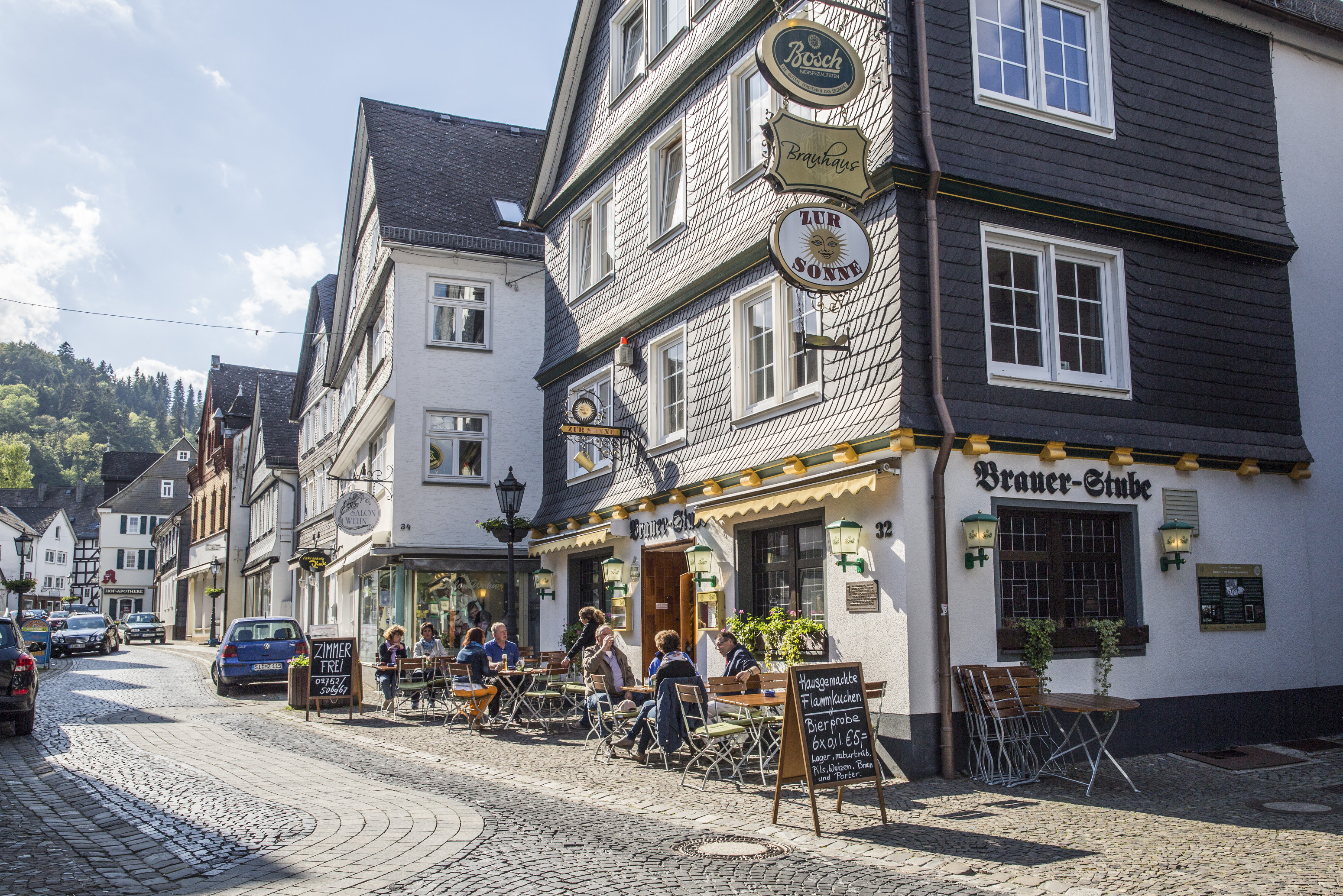
Пивоварня-ресторан "К солнцу", Бад-Ласфе

Пивоварня Bosch осознанно позиционирует себя как крафтовую альтернативу соседним промышленным пивоварням. Например, при производстве пива Bosch не используется промышленный экстракт хмеля, а вместо него используется натуральный хмель в виде гранул. Пиво также не пастеризуется перед розливом, а разливается естественным путем. Особенностью является длительный срок созревания пива — до трёх месяцев.
Пивоварня располагает собственным парком грузовиков для поставок продукции в рестораны и на мероприятия.
Официальный рекламный слоган бренда Bosch: «С 1705 года всё изменилось».
Для национального и международного рынка пиво производится под брендом Propeller Getränke, для которого было создано формально независимое общество с ограниченной ответственностью.
У пивоварни Bosch есть собственный фан-клуб — Bosch Beer Club, в котором состоят более 1500 членов.
Пивоварня «Zur Sonne» на улице Кёнигштрассе в Бад-Ласфе является родовым поместьем семьи пивоваров Бош и по сей день функционирует как пивоварня.

## Награды
- Пивоварня Bosch — одна из трёх пивоварен в Северном Рейне-Вестфалии, удостоенных знака качества Slow Brewing. Он считается самым строгим международным знаком качества пива.[6]
- Пиво этой пивоварни завоевало несколько наград на European Beer Star[7][8][9][10], на World Beer Cup[11] и на конкурсе Немецкого сельскохозяйственного общества (DLG)[12].
- Земля Северный Рейн-Вестфалия отметила качество продукции и приверженность пивоварни Почетной государственной наградой за продукты питания[13] и Почетной табличкой за мастерство Meister.Werk.NRW[14].
- Пивоварня Bosch заняла второе место в номинации «Энергоэффективность» 2009 года от Немецкого энергетического агентства благодаря своим особым мерам по защите окружающей среды.[15]

## Сорта пива

### Марка Bosch
- Пильзнер
- Браунбир
- Мюнхенский хеллес
- Цвикельбир
- Портер Black Magic, тёмное пиво низового брожения с содержанием алкоголя 5,3% и начальной плотностью 13,3%.
- Пшеничное пиво
- Безалкогольное пиво
- Бок, двойной бок, сезонное пиво
- Майский бок, сезонное пиво

### Марка Propeller
- Индийский пейл-эль индийский светлый эль с 6,5% алкоголя
- Russian Imperial Stout с 9,1% алкоголя

### Марка Bergmann
- Экспортное, специальное пиво, пилснер и тёмное пиво. Эти сорта пива варятся и разливаются по заказу пивоварни Dortmund Bergmann Brewery.[16]

## Другие продукты, продаваемые Bosch
- Bosch Radler
- Bosch темный Radler (коричневое пиво Bosch и лимонад)
- Bosch Fassbrause безалкогольный
- Bosch Бирбренд

## Особая информация
Пивоварня Bosch является членом Brauring, кооператива частных пивоварен Германии, Австрии и Швейцарии.